# 羊安街道
羊安街道是中华人民共和国四川省成都市邛崃市下辖的一个街道办事处。
2019年12月，撤销牟礼镇、羊安镇、回龙镇、高埂镇和冉义镇，设立羊安街道，以原牟礼镇永丰社区、牟礼社区、曹店村、乌木村、龙凼村、赵塔村、同录村、两河村、清河村和原羊安镇、原回龙镇、原高埂镇七里村所属行政区域为羊安街道的行政区域。羊安街道办事处驻界牌村1组1号。

## 行政区划
羊安街道下辖以下村级行政区划单位：
仁和社区、羊安社区、永安社区、汤营社区、永丰社区、牟礼社区、榆树社区、回龙社区、方林社区、樊哙社区、檀阴社区、界牌村、来龙村、中心村、乌木村、赵塔村、两河村、民乐村、大塘村、五员村、凉风村、白杨村、七里村、泉水村。